# Comtat d'Östergötland
El Comtat d'Östergötland, o Östergötlands län, és un comtat o län al sud-est de Suècia. Fa frontera amb els comtats de Kalmar, Jönköping, Västra Götaland, Örebro, Södermanland i el Mar Bàltic.

## Municipis

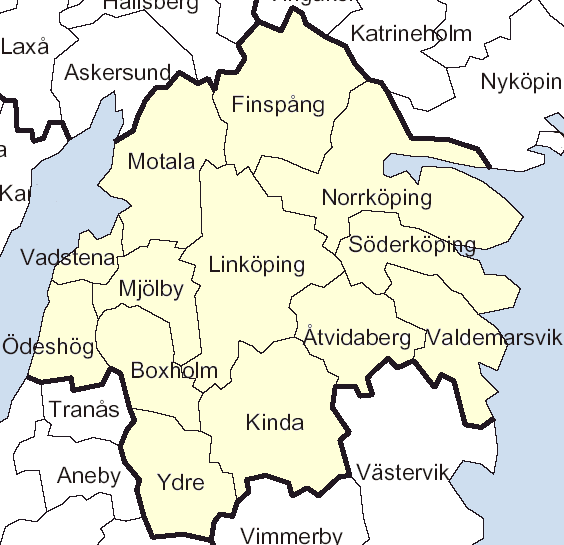
Comtat d'Östergötland

- Boxholm
- Finspång
- Kinda
- Linköping
- Mjölby
- Motala
- Norrköping
- Söderköping
- Vadstena
- Valdemarsvik
- Ydre
- Åtvidaberg
- Ödeshög